# Lorenz Regler
Lorenz Regler (* 18. Januar 1996 in München) ist ein ehemaliger deutscher American-Football-Spieler auf der Position des Wide Receivers.

## Werdegang
Munich Cowboys
Regler begann 2013 in der Jugend der Munich Cowboys mit dem American Football. In den folgenden Jahren war er zudem Teil der bayerischen Landesjugendauswahl Warriors. Regler debütierte am 8. August 2015 bei den Rhein-Neckar Bandits auf Herrenebene und erzielte dabei auf Anhieb einen Touchdown. In der Saison 2016 war er von Beginn an Teil des GFL-Kaders.
Ingolstadt Dukes
Zur GFL-Saison 2017 wechselte Regler zum Aufsteiger Ingolstadt Dukes. Er führte das Team mit 66 Receptions für 1.105 Yards und 12 Touchdowns in allen Receiving-Kategorien an. Darüber hinaus schoss Regler einige Kickoffs. Auch im darauffolgenden Jahr gehörte er zu den besten Receivern der Dukes.
Frankfurt Universe
2019 lief Regler für die Frankfurt Universe um Head Coach Thomas Kösling auf. Mit 589 Receiving Yards und sechs Touchdowns trug er zum Halbfinaleinzug der Hessen bei. Für die Saison 2020 stand er erneut im Kader der Universe, doch fand aufgrund der Covid-19-Pandemie kein Spielbetrieb statt.
Frankfurt Galaxy
Gemeinsam mit einem Großteil des Universe-Trainerstabs und -Kaders schloss sich Regler für die Premierensaison der European League of Football (ELF) 2021 der Frankfurt Galaxy an. Am zweiten Spieltag erzielte er beim Auswärtsspiel gegen Stuttgart Surge seinen ersten Touchdown in der ELF. In Woche elf zog sich Regler eine Muskelverletzung zu, in deren Folge er zwei Spiele verpasste. Mit der Galaxy erreichte er das ELF Championship Game in Düsseldorf, das die Frankfurter mit 32:30 gegen die Hamburg Sea Devils gewannen. Regler machte dabei im siegbringenden Drive zwei elementare Catches. Als zweiten Spieler nach Quarterback Jakeb Sullivan gab Galaxy die Verlängerung mit ihm um eine weitere Saison bekannt. Im Januar 2022 wurde Regler in den erweiterten Kader der deutschen Nationalmannschaft berufen. Ende März nahm er auf Einladung am CFL Global Combine in Toronto teil. In der ELF-Saison fungierte Regler als Offense-Kapitän der Galaxy. Zudem vertrat er Frankfurt als einer von zwei Spielern im ELF Players Committee. Ende November gab Galaxy die Verlängerung mit Regler für die ELF-Saison 2023 bekannt.
Munich Ravens
Im Dezember 2023 wurde Regler von den Munich Ravens verpflichtet. Ein Jahr später gab er sein Karriereende bekannt.

## Statistiken
| Jahr                                                           | Team             | Spiele | Starts | Receiving | Receiving | Receiving | Receiving | Receiving | Receiving |
| Jahr                                                           | Team             | Spiele | Starts | Rec       | Tgt       | Yds       | Avg       | TD        | Lng       |
| -------------------------------------------------------------- | ---------------- | ------ | ------ | --------- | --------- | --------- | --------- | --------- | --------- |
| European League of Football                                    |                  |        |        |           |           |           |           |           |           |
| 2021                                                           | Frankfurt Galaxy | 09     | 09     | 26        | 048       | 446       | 17,2      | 5         | 39        |
| 2022                                                           | Frankfurt Galaxy | 12     | 12     | 37        | 066       | 406       | 11,0      | 4         | 35        |
| 2023                                                           | Frankfurt Galaxy | 11     | 11     | 30        | 056       | 418       | 13,9      | 7         | 40        |
| 2024                                                           | Munich Ravens    | 12     | 05     | 24        | 042       | 258       | 10,8      | 2         | 31        |
| ELF Gesamt                                                     | ELF Gesamt       | 44     | 37     | 117       | 212       | 1.528     | 13,1      | 18        | 40        |
| Quellen: stats.europeanleague.football, sportsmetrics.football |                  |        |        |           |           |           |           |           |           |

| Jahr                                   | Team             | Spiele | Starts | Receiving | Receiving | Receiving | Receiving | Receiving | Receiving |
| Jahr                                   | Team             | Spiele | Starts | Rec       | Tgt       | Yds       | Avg       | TD        | Lng       |
| -------------------------------------- | ---------------- | ------ | ------ | --------- | --------- | --------- | --------- | --------- | --------- |
| European League of Football            |                  |        |        |           |           |           |           |           |           |
| 2021                                   | Frankfurt Galaxy | 1      | 1      | 2         | 3         | 37        | 18,5      | 0         | 20        |
| 2023                                   | Frankfurt Galaxy | 2      | 2      | 7         | 13        | 57        | 8,1       | 0         | 21        |
| 2024                                   | Munich Ravens    | 1      | 0      | 0         | 0         | 0         | 0,0       | 0         | 0         |
| ELF Gesamt                             | ELF Gesamt       | 4      | 3      | 9         | 16        | 94        | 10,4      | 0         | 21        |
| Quellen: stats.europeanleague.football |                  |        |        |           |           |           |           |           |           |

## Ausbildung und Tätigkeiten
Regler schloss 2014 das Asam-Gymnasium München mit dem Abitur erfolgreich ab. Anschließend studierte er im Bachelor Sportwissenschaft an der TU München sowie im Master Sportpsychologie an der Deutschen Hochschule für Gesundheit und Sport.
Regler ist der Koordinator des NFL Flag Programms in Frankfurt.